# Oorsilene
Oorsilene (Silene otites) is een overblijvende plant uit de anjerfamilie (Caryophyllaceae). De plant wordt 20 tot 80 cm hoog en de bloeitijd strekt zich uit over de maanden mei tot juli. De plant komt voor op droge open kalkhoudende zandgronden in Centraal- en Zuid-Europa en West-Azië.
De plant groeit in een kluwen van niet-bloeiende en bloeiende scheuten met spatelvormige bladeren. De bloemen groeien in trosvormige kransen en hebben een buisvormige kelk met smalle groengele kroonbladeren. De vruchten bevatten niervormige zaden.
Het is de waardplant van de oorsilene-uil (Hadena irregularis) en de duinsilenekokermot (Coleophora galbulipennella).

## Plantengemeenschap
Oorsilene is een kensoort voor de kegelsilene-associatie (Sileno-Tortuletum ruraliformis), een plantengemeenschap van droge graslanden op kalkrijke, matig voedselrijke duinen.